# 蒂龍郡
蒂龍郡 （County Tyrone；愛爾蘭語：Contae Thír Eoghain；台灣：泰隆郡），是北愛爾蘭阿爾斯特省的一個郡，位於北愛爾蘭中西部。面積3,155 km²，郡治奧馬。1973年以後被分為四個區。